# Харманкој-Корделио
Харманкој-Корделио (грч. Ελευθέριο-Κορδελιό, Елефтерио-Корделио) је градско насеље општине Корделио-Евосмос у Солуну, Грчка. Према попису из 2021. године био је 26.131 становник.
Према бугарском географу и историчару, Василу Канчову, у Харманкоју је 1900. године живело 260 Словена хришћана. Током Првог светског рата насељене су грчке избегличке породице, тако је на попису из 1920. године било 3.083 житеља (урачуната су и насеља Нови Корделио и Нови Куклуџас, која се од 1928. воде као посебна). На попису из 1928. године Харманкој је имао 1.520 становника, од чега су Грци били већина. После Грчког грађанског рата број становника је порастао досељавањем породица из разних делова Македоније.
Двадесетих година 20. века подигнуто је насеље Корделио (раније Нови Корделио) насељавањем 64 грчких избегличких породица из Турске, а нешто касније и 50 породица грчких колониста из Бугарске. На попису из 1928. године Корделио је имао 401 становника. После Другог светског и Грчког грађанског рата досељавају се породице из претежно планинских села, те је Корделио 1951. године имао 858 становника.
Крајем 1952. године долази до спајања Харманкоја и суседног насеља Корделио. Харманкој-Корделио је 1961. године имао 4.430 становника.